# 平一
平一 （長蛇座γ） 是位於赤道上的長蛇座內的恆星，它的視星等為3.0等，在沒有亮星的長蛇座內是第二亮星。根據依巴谷任務測量的視差，這顆恆星與地球的距離是大約是133.8光年（41.0秒差距）。
這顆恆星的光譜與恆星光譜的G8III吻合，在光度分類上是III，顯示它在耗盡核心的氫之後已經演化成為巨星。干涉法測量這顆恆星均勻盤面的角直徑是2.96 ± 0.15 mas，據此配合估計的距離，它的半徑大約是太陽半徑的13倍，質量估計是太陽質量的3倍，從它表面外層的有效溫度5,019k推測，輻射的亮度是太陽亮度的115倍。這種溫度使它是發出黃色的K-型主序星。儘管它已經演化至較高的階段，但是它的年齡大約仍比太陽年輕3億7200萬年左右。這是因為大質量的恆星以較高的速率消耗核心燃料的緣故。

## 在文化中
平一出現在巴西國旗上，是代表阿克雷州的符號。

## 科幻中的平一
在電視影集星際奇航記系列影集中的星際旅行：初代的劇集中，企業號星艦在致命年曾經訪問過平一的第四顆行星。
在同樣是虛構的劇情，星際奇航II：星戰大怒吼在小林丸的劇情一開始就播出在平一的克林貢中立區設有一個叫做“10区”的地方。